# تراسي يونغ
تراسي يونغ (بالإنجليزية: Tracie Young)‏ هي مغنية بريطانية، ولدت في 1965 في دربي في المملكة المتحدة.

## وصلات خارجية
- تراسي يونغ على موقع IMDb (الإنجليزية)
- تراسي يونغ على موقع ميوزك برينز (الإنجليزية)
- تراسي يونغ على موقع ميوزك برينز (الإنجليزية)
- تراسي يونغ على موقع أول ميوزيك (الإنجليزية)
- تراسي يونغ على موقع أول ميوزيك (الإنجليزية)
- تراسي يونغ على موقع أول ميوزيك (الإنجليزية)
- تراسي يونغ على موقع ديسكوغز (الإنجليزية)